# Washington megye (Minnesota)
Washington megye az Amerikai Egyesült Államokban, azon belül Minnesota államban található. Megyeszékhelye Stillwater, legnagyobb városa Woodbury. Lakosainak száma 267 568 fő (2020. április 1.). Washington megye Chisago, Anoka, Polk, Saint Croix, Pierce, Dakota és Ramsey megyékkel határos.

## Népesség
A megye népességének változása:
| Lakosok száma | 238 914 | 241 397 | 243 977 | 246 603 | 251 597 | 267 568 |
|               | 2010    | 2011    | 2012    | 2013    | 2015    | 2020    |